# 第四胃潰瘍
第四胃潰瘍（だいよんいかいよう、英: abomasal ulcer）とは、複胃を持つ動物の第四胃に認められる潰瘍。ウシでは「輸送・分娩・疾病などのストレス、濃厚飼料多給、飼料の変化、感染症、中毒、NSAIDs投与などに伴い発生」する。また、「第四胃内の金属異物や砂粒状物による胃粘膜への損傷や持続性刺激」も原因と考えられている。
診断には糞便の潜血反応が有効。